# Akrotiri (Grecia)
Akrotiri (in greco Ακρωτήρι?) è un ex comune della Grecia nella periferia di Creta (unità periferica di La Canea) con 10 321 abitanti secondo i dati del censimento 2001.
È stato soppresso a seguito della riforma amministrativa, detta Programma Callicrate, in vigore dal gennaio 2011 ed è ora compreso nel comune di La Canea.
Sulla penisola che costituiva il territorio comunale si trovano alcuni importanti monasteri tra i quali quelli di Gouverneto e di Agia Triada.